# Fernando Tornello
Fernando Tornello (Buenos Aires, 4 de octubre de 1952) es un periodista argentino especializado en automovilismo, reconocido por ser el narrador de la Fórmula 1 para Hispanoamérica.

## Biografía
Nacido en Buenos Aires, Tornello creció en Mendoza. Inicialmente inició la carrera de derecho, pero poco después la abandonó para estudiar periodismo en el Círculo de Periodistas Deportivos.
Comenzó a narrar Fórmula 1 en 1976 para una estación de radio.
En 1990, llegó a Telefe para transmitir la Fórmula 3 Sudamericana junto a Felipe Mc Gough. Ese mismo año, Telefe adquirió los derechos de la Fórmula 1, convirtiendo a Tornello en el narrador de la Fórmula 1 en Argentina hasta 1999. Entre 2000 y 2001, PSN asumió la transmisión para Hispanoamérica, y más tarde los derechos fueron adquiridos por Fox Sports, donde Tornello continuó como narrador. Tras la compra de Fox por parte de Disney, los derechos pasaron a ESPN, y Tornello mantuvo su puesto. Desde 2023, ESPN ya no transmite para México.
Al mismo tiempo, es el conductor de El Show de la Fórmula 1 desde 2002 y de GP1 para Fox Sports, actualmente ESPN. También condujo Última Vuelta y Rally Mundial en Fox Sports y fue redactor de Motorsport.com Latinoamérica. En 2021 estrenó un ciclo vía streaming sobre historia de F1 llamado «7 décadas de pasión». Es también analista de Fórmula 1 para Campeones.
Ha compartido transmisiones con Juan Fazzini, Adrián Puente, Juan Fossaroli, Diego Fernando Mejía, Juan  Manuel «Cochito» López y Albert Fàbrega, entre otros.
Por otro lado, junto a Felipe Mc Gough, entre otros, fue promotor del Gran Premio de Argentina de Fórmula 1 durante la década de los 90.

## Vida personal
Su hijo Enrico es también periodista y narrador de automovilismo.